# Dorota Masłowska
Dorota Masłowska, född  3 juli 1983 i Wejherowo i Pommerns vojvodskap, är en polsk romanförfattare, dramatiker, kulturskribent och kåsör. I Sverige blev hon först känd som dramatiker eftersom hennes teaterpjäser spelades här 2010. Hennes roman Polsk-ryskt krig under rödvit flagga utgavs på svenska av Albert Bonniers förlag 2018.

## Biografi
Dorota Masłowska växte upp i den lilla staden Wejherowo vid Östersjökusten. Hon var tidigt litterärt intresserad. Redan vid sjutton års ålder vann hon första pris i en tävling i dagboksskrivande arrangerad av en damtidning. Sin debutroman skrev hon samtidigt som hon förberedde sig för studentexamen. Romanen kom ut 2002 och blev mycket omtalad i Polen. Masłowska blev därefter snabbt etablerad som författare och kulturpersonlighet och skriver numera bland annat krönikor i flera tidningar. Efter studentexamen studerade hon först psykologi i Gdańsk, därefter kulturvetenskap i Warszawa. Hon bosatte sig i Warszawa och skaffade barn. År 2009 bodde hon i Berlin på en stipendievistelse, året efter tillbringade hon i USA på ett liknande stipendium. Därefter återvände författaren till Polen.

## Verk

### Romaner

#### Polsk-ryskt krig under rödvit flagga
Dorota Masłowskas debutroman från 2002 hette Wojna polsko-ruska pod flagą biało-czerwoną (Polsk-ryskt krig under rödvit flagga) och utkom på svenska 2018. Innan dess hade den översatts till ett tiotal andra språk, bland annat engelska, tyska, franska, spanska, italienska och ryska. 
I Polen blev den omtalad som den första romanen om ”träningsoverallsungdomar”, alltså ungdomsgäng med halvkriminell livsstil, ofta klädda i träningsoverall och med rakade huvuden. Handlingen rör sig mycket riktigt i sådana kretsar, vilket gjorde att en del kritiker och andra läsare blev provocerade av den flitiga användningen av svärord och den råa verklighetsskildringen med bland annat drogmissbruk. Andra kritiker har dock pekat på att romanen är en samhällssatir snarare än en realistisk skildring. Den är skriven på ett språk som blandar ungdomsslang och kraftuttryck med populärkulturella klichéer och mer högtravande vändningar. Förutom ungdomar tillhörande olika subkulturer skildras här också hur en borgmästare i den lilla stad där handlingen utspelas organiserar en ”ryssfri dag” för att jaga bort alla ryska gatuhandlare och försäljare. I samband med det tvingas också stadens invånare att måla sina hus rödvita (den polska flaggans färger) för att visa sin patriotism. I slutet dyker författaren själv upp som förhörsledare hos polisen. Förutom att romanen blev mycket populär och omtalad ledde den till att Dorota Masłowska tilldelades tidningen Politykas pris ”Paszport” till unga lovande kulturskapare och dessutom nominerades till Nikepriset, Polens motsvarighet till Augustpriset.

#### Drottningens påfågel
Hennes nästa bok Paw Królowej (titeln är dubbeltydig och kan betyda "Drottningens påfågel" eller "Drottningens spya"), inte bara nominerades utan belönades också med Nikepriset. Även denna roman är språkligt nyskapande då den är skriven i rimmad rytmisk hiphopstil och innehåller språkfragment och populära fraser från exempelvis media, politik, reklam, ungdomsslang. Boken består av flera löst sammanhängande berättelser som alla rör sig i Warszawas kändis- och medievärld. Den misslyckade popsångaren Stanisław Retro dyker upp i flera av berättelserna och är ett slags huvudperson. Hans flickvän (eller möjligen groupie) Katarzyna är ”neolingvistisk poet” och brödexpedit, drömmer om framgång och blir alldeles till sig när hon får sälja bröd till självaste Stanisław Retro. Den fula flickan Patrycja är så misslyckad att Retro inte ens vill ha sex med henne, och Retros manager tänker ut allt mer absurda marknadsföringsstrategier åt popsångaren och andra kändiskunder. Även i denna bok dyker författaren själv upp på några ställen. I slutet får hon ett samtal från Retros manager som ber henne skriva en hiphoptext om en ful flicka vid namn Patrycja.

#### Älskling, jag slog ihjäl våra katter
Romanen Kochanie, zabiłam nasze koty ("Älskling, jag slog ihjäl våra katter"), är även den ett slags livsstilssatir. Den utspelar sig inte i Polen utan i en amerikansk storstad som påminner om New York. Huvudpersonerna är två kvinnor strax under trettio som har trista jobb och drömmer om ett annat liv. Deras ideal är som hämtade från Bridget Jones dagbok eller Sex and the City, deras språk är fullt av klichéer från damtidningar och new age-tidskrifter och de fördriver tiden med shopping, yoga och en ytligt uppfattad buddhism. Inför den annalkande trettioårsdagen grips de av panik över åldrandet och börjar intensivt söka efter män att gifta sig med.
Recensionerna av Kochanie, zabiłam nasze koty var blandade, liksom för hennes tidigare romaner. De negativa omdömena var dock av ett annat slag än tidigare, där kritiken främst gällde hennes vulgära språk och cyniska livssyn. Denna gång menade kritiken att författarens satir över en ytlig, konsumtionsinriktad livsstil inte var lika intressant och träffande som satiren i hennes föregående böcker.

#### Hur jag blev häxa
2014 kom Jak zostałam wiedźmą. Opowieść autobiograficzna dla dorosłych i dzieci (Hur jag blev häxa. En självbiografisk berättelse för vuxna och barn). Det är en berättelse på vers om en häxa som letar efter barn för att koka soppa på dem. Den flicka hon hittar är dock för snäll, endast elaka barn duger att koka soppa på, så hon förtrollar flickan och får henne att leta efter en elak pojke som älskar Iphone och chips. I denna satir över det moderna samhället ignorerar föräldrarna sina egna barn för att hinna med sin karriär och sin konsumtion, och lämnade åt sig själva hittar barnen meningen i elektroniska och andra prylar. Strax efter att boken utkom dramatiserades den och spelades på Teatr Studio i Warszawa.

#### Mer än du kan äta
Więcej niż możesz zjeść (Mer än du kan äta; 2015) är en samling kåserier om mat. Texterna har dock inte mycket att göra med matjournalistik eller kokboksrecept, snarare är det fråga om lätt satiriska observationer av vardagsliv, ätande och livsmedelskonsumtion.

#### Hur man tar kontroll över världen utan att gå hemifrån
Jak przejąć kontrolę nad światem nie wychodząc z domu (Hur man tar kontroll över världen utan att gå hemifrån; 2017) är en samling krönikor och andra tidningartiklar. Enligt culture.pl är det ”en berättelse om samtidens kultur och en analys av dess inte sällan mindre tjusiga yttringar, kryddad med författarens speciella humor. Dessa yttringar tycks både fascinera och skrämma henne.” Här behandlas allt från TV-serier och dokusåpor till författarens resor till Kuba och USA.

#### Andra människor
2018 utgav Dorota Masłowska romanen/versberättelsen Inni ludzie (Andra människor). Den presenteras så här i baksidestexten:
"En stad förgiftad av smog och förakt, dyra bilar, billiga relationer, höga ambitioner och de lägsta instinkter. Ur hiphoprhymens vilda bäckar växer en vision av det nutida Warszawa av högsta litterära klass, poetisk och vulgär, rolig och mörk. Andra människor är en hybridgenre, ett polyfoniskt monsterverk vars romangestalter, endimensionella som i en serietidning, egentligen bara är skenbara huvudpersoner, som alltid hos Masłowska. För den verkliga, viktigaste huvudpersonen är här det språk de talar (eller som talar genom dem): det pulserar av energi och humor och är samtidigt brutalt, handikappat, fullt av motvilja och fördomar. I språket visar sig de urgröpta relationerna och resterna av högre känslor och mänsklig solidaritet. Språket, komiskt och monstruöst samtidigt, ställer smärtsamma frågor om det tillstånd vårt samhälle befinner sig i."

### Dramatik
Masłowskas två teaterpjäser Två fattiga rumäner som talar polska och Metallflickan har båda spelats i Sverige, i regi av Natalie Ringler och översättning av Jarema Bielawski. Båda uppsättningarna fick ett i huvudsak positivt mottagande.[källa behövs]

#### Två fattiga rumäner...
Två fattiga rumäner som talar polska hade polsk premiär 2006 och spelades på Folkteatern i Göteborg 2010 i regi av Natalie Ringler. Det är berättelsen om två människor som varit på fest med mycket sprit och knark utanför Warszawa och nu förtvivlat försöker lifta tillbaka hem. Mannen är en mindre betydande skådespelare i någon såpopera, kvinnan är en ensamstående mamma som glömt hämta sitt barn på dagis för några dagar sedan. Ingen tycks vilja hjälpa dem, människorna de träffar är mest otrevliga och fientliga, så de får idén att påstå sig vara rumäner för att lättare få lift. Det går dock inte så bra och de två liftarna blir allt mer osams. Till sist slår mannen ihjäl kvinnan.

#### Metallflickan
Metallflickan eller Mellan oss är det bara bra är från 2008 och spelades på Teater Galeasen 2010 i regi av Natalie Ringler. Den handlar om tre kvinnor ur olika generationer - flickan, mamman och mormodern - som lever tillsammans i en lägenhet i Warszawa. De har svårt att nå varandra. Mormodern talar mest om andra världskriget och den tyska ockupationen, modern läser ständigt i en gammal damtidning med horoskop och dottern vill göra uppror och slippa tänka på historien. Bristen på pengar gör att de tre inte kan komma bort från varandra, de blir kvar i sin lägenhet och sina konflikter. I Dagens Nyheter skrev Ingegerd Waaranperä: ”Det är en absurd komisk tragedi om ett land och dess historia, om nationalitet och om alienation. Texten är buren av ett uppsluppet raseri och handlar främst om hur påtvingad nationalitet tar individen som gisslan, hur den lokala historien alltid formar människan och hur svårt generationer har att mötas.”

### Musikalbum
2014 gav Masłowska ut CD:n Społeczeństwo jest niemiłe (Folket är otrevligt) under artistnamnet Mister D. Musiken är en blandning av rap, punk och elektronisk dansmusik, texterna är en kommentar till aktuella händelser.

### Intervjubok
Journalisten och författaren Agniesza Drotkiewicz gav 2013 ut Dusza światowa (Världssjälen), en långintervju med Masłowska i bokform.